# Julian P. Hume

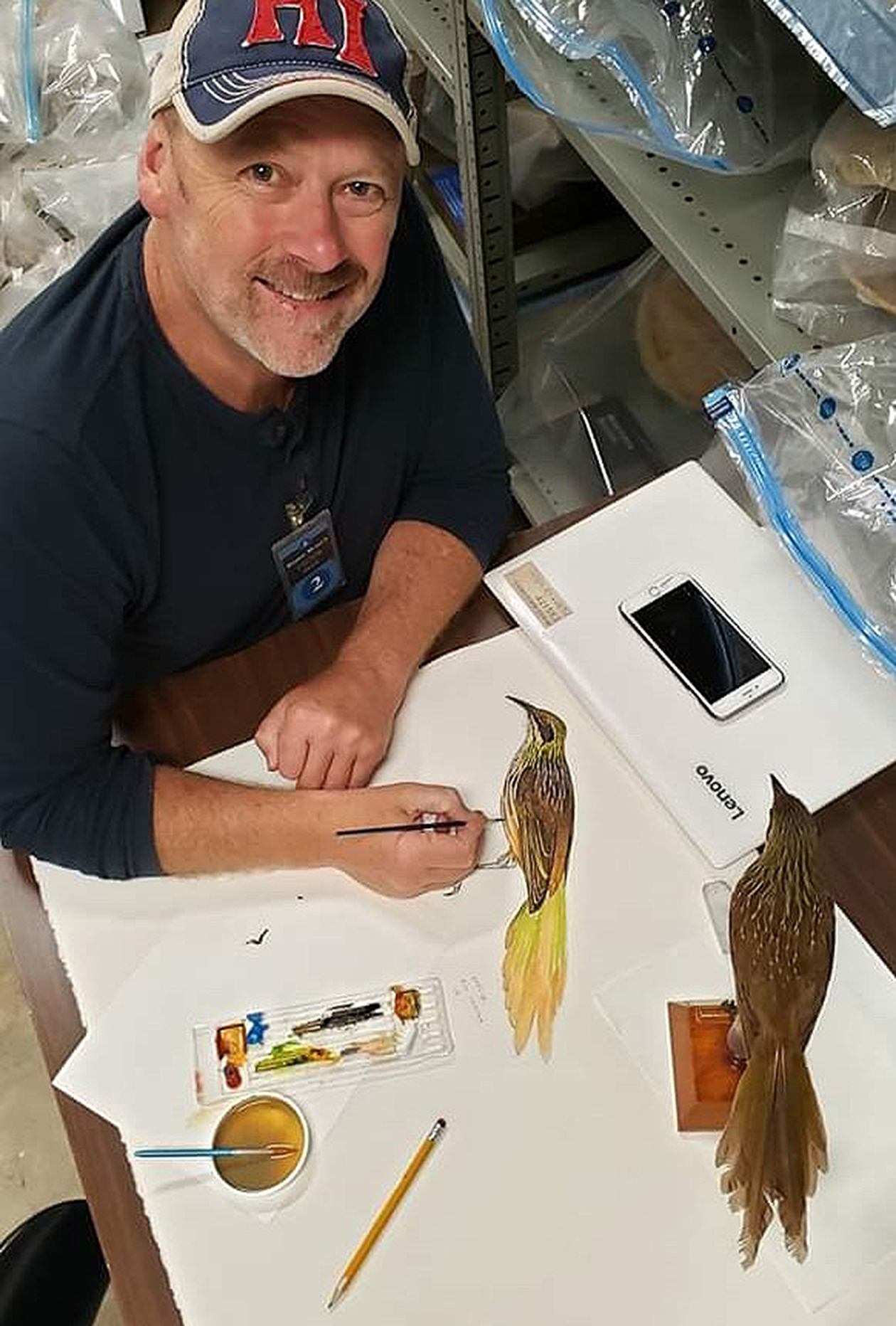
Julian P. Hume während der Illustration des ausgestorbenen Schmalfedermohos

Julian Pender Hume (* 3. März 1960 in Ashford, Kent) ist ein britischer Paläontologe, Ornithologe, Tierillustrator und Sachbuchautor. Sein Forschungsschwerpunkt ist die Paläornithologie.

## Leben
Hume wuchs in Portsmouth, England, auf. Er begann seine Karriere als autodidaktischer Zeichner, der sich auf die Rekonstruktion ausgestorbener Tierarten spezialisierte, woraufhin er einen Abschluss in Paläontologie an der University of Portsmouth erwarb, gefolgt von einer Doktorarbeit im selben Fach, die sowohl unter der Leitung der University of Portsmouth und als auch unter der Leitung des Natural History Museum, London und Tring, verteidigt wurde.
Gegenwärtig ist er wissenschaftlicher Mitarbeiter am Natural History Museum und unternahm ausgedehnte Exkursionen, um an Fossiliengrabungen auf den Kapverdischen Inseln, Lord Howe Island, Tasmanien, Flinders Island, King Island und Kangaroo Island, Australien, Madagaskar, Seychellen und den Hawaii-Inseln zu arbeiten. Sein Hauptforschungsgebiet sind jedoch die Maskarenen-Inseln Mauritius, Réunion und Rodrigues, wo er insbesondere die Naturgeschichte des Dodos (Raphus cucullatus) untersucht hat.
Hume hat sowohl wissenschaftlich als auch künstlerisch zu einer großen Anzahl paläontologischer Arbeiten beigetragen und mehrere neue Arten ausgestorbener Vögel von den Maskarenen beschrieben. Er hat auch populärwissenschaftliche Bücher und Zeitschriftenartikel geschrieben und in Zusammenarbeit mit Anthony S. Cheke das von der Kritik gelobte Buch Lost Land of the Dodo zum Thema ausgestorbene Maskarenen-Arten veröffentlicht. Zu seinen weiteren Büchern zählen Extinct Birds of Hawaii, das 2016 zusammen mit Michael Walther veröffentlicht wurde und seine eigenen künstlerischen Illustrationen für alle subfossil bekannten Arten Hawaiis enthält. 2022 erschien eine erweiterte Neuauflage dieses Werks, die auch neue Illustrationen von Hume beinhaltet. Im September 2017 erschien die zweite Auflage des Werks Extinct Birds; die erste Auflage wurde gemeinsam mit Michael P. Walters verfasst und im Februar 2012 veröffentlicht. Eine dritte erweiterte Auflage ist in Vorbereitung.
Hume war Berater für die BBC und für Channel 4. 

### Künstlerisches Werk
Seine Darstellung vom im Holozän ausgestorbenen Arten, insbesondere Vögeln, sind eine Kombination aus Kunst und Wissenschaft, wobei jede Illustration auf die wissenschaftlich genaueste Weise reproduziert wird. Zu seinen Themen gehören ausgestorbene Arten von Inseln auf der ganzen Welt, insbesondere von den Hawaii-Inseln und den Maskarenen. Vor allem der Dodo wurde bei mehreren Gelegenheiten illustriert.

## Schriften (Auswahl)
- mit Michael Walther Extinct Birds of Hawaii, Mutual Publishing, LLC, 2022 (überarbeitete Auflage)
- Extinct Birds, A. & C. Black, 2017 (zweite erweiterte Auflage)
- mit Michael Walther Extinct Birds of Hawaii, Mutual Publishing, LLC, 2016. ISBN 1939487617
- mit Michael P. Walters Extinct Birds, A. & C. Black, 2012
- The Dodo: from extinction to the fossil record, Geology Today 28, 2012, 147–151.
- mit Anthony S. Cheke, A. McOran-Campbell How Owen ‘stole’ the Dodo: academic rivalry deposit in nineteenth century Mauritius, Historical Biology, 21, 2009, S. 1–18
- mit Anthony S. Cheke Lost Land of the Dodo, A. & C. Black Publ., 2008